# انگل زادآوری

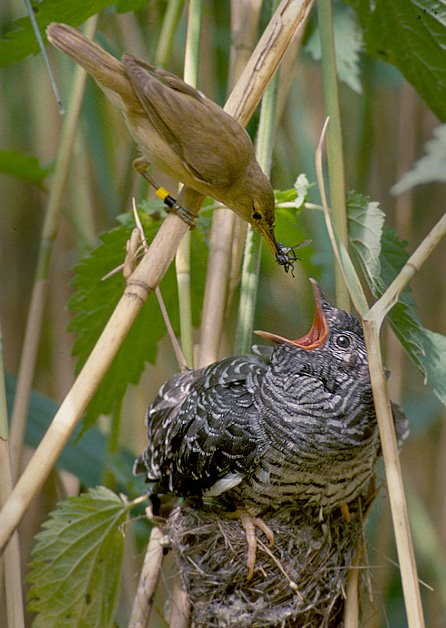
جوجهٔ کوکو در آشیانهٔ یک سسک نیزار. سسک نیزار یکی از پرندگانی است که کوکوی معمولی در آشیانه‌اش تخم می‌گذارد.

انگل زادآوری (به انگلیسی: Brood parasite)، رفتاری است که در برخی جانوران دیده می‌شود که در آن، پرورش جوجه‌ها یا نوزادان به کمک گونه‌های دیگر جانوری انجام می‌شود. به این کار، بچه‌داری سَربار گفته می‌شود. این روش در برخی گونه‌ها از پرندگان، ماهی‌ها، یا حشرات دیده می‌شود. این گونه‌ها از امکانات میزبان برای پرورش نوزادان خود استفاده می‌کنند و برای نمونه پرندگان سربار، تخم‌های خود را در لانهٔ پرندگان دیگر قرار می‌دهند.
با این کار، جانور سربار زمان بیشتری پیدا می‌کند تا نوزادان بیشتری به دنیا آورده و نسل خود را تقویت کند.